# Robert Wyss
Josef Robert Wyss (Basilea, 17 gennaio 1901 – Basilea, 13 maggio 1956) è stato un pallanuotista e nuotatore svizzero.
Ha gareggiato nella rana ai Giochi di Parigi 1924 e di Amsterdam 1928, mentre ha giocato a pallanuoto ai Giochi di Parigi 1924, di Amsterdam 1928 e di Berlino 1936.